# 德山則秀
德山則秀（1544年－1606年12月21日）是日本戰國時代至江戶時代初期的武將。江戶幕府旗本。通稱孫三郎、五兵衛。父親是德山少左衛門貞孝。
德山氏是土岐氏的庶流，美濃國大野郡德山的土豪。

## 生平
在天文13年（1544年）於美濃國出生。最初屬於齋藤氏，後來臣從於織田信長，成為柴田勝家的與力。在一向一揆等平定北陸地方的戰鬥中盡力，成為加賀國松任城4萬石城主。在信長死後跟隨勝家，在天正11年（1583年）的賤岳之戰中，以佐久間盛政隊先鋒的身份奮戰，在戰後被羽柴秀吉（後來的豐臣秀吉）赦免，之後仕於丹羽長秀，後來在主君長重被減封時，被收回領地，於是仕於前田利家。天正13年（1585年），在末森城之戰中從軍並與佐佐成政戰鬥。很早就與德川家康連結，在慶長5年（1600年）的關原之戰前就從前田家出奔，仕於家康並領有5千石。
在慶長11年（1606年）死去。享年62歲。戒名是二位法印秀現。子孫以旗本身份存續。